# Brasão de armas das Ilhas Geórgia do Sul e Sandwich do Sul

O Brasão de armas das Ilhas Geórgia do Sul e Sandwich do Sul foi aprovado em 1985, aquando da criação do território. Antes de 1985, Geórgia do Sul e Sandwich do Sul foram uma dependência das Ilhas Falkland, e utilizou o seu brasão de armas. Porém antes de 1962, as ilhas foram agrupadas com o que é agora o Território Britânico da Antártcica e os seus brasão de armas foram utilizadas em vez do das Ilhas Malvinas.
As armas são compostas por um escudo contendo um leão dourado galopante segurando uma tocha, representando o Reino Unido e a descoberta do local. O fundo do escudo é azul e branco, desde as armas de James Cook, que descobriu as ilhas. Os apoiantes são um leão-marinho e um pinguim-macaroni, que representam os animais nativos das ilhas. O brasão tem uma rena, a partir dos dois rebanhos de renas encontrado na Ilha de Geórgia do Sul. O leão-marinho fica numa montanha, enquanto o pinguim fica em gelo.
O lema, em baixo do escudo, é Leo Terram Propriam Protegat (em latim: (Deixe o) Leão proteger a sua própria terra)
O Brasão de Armas é utilizado na Bandeira da Geórgia do Sul e Ilhas Sandwich do Sul, bem como na Bandeira do Comissário Civil.